# Drum Island (Antarktika)
Drum Island (englisch für Trommel-Insel) ist eine Insel vor der Ingrid-Christensen-Küste des ostantarktischen Prinzessin-Elisabeth-Lands. Sie ist eine der Svennerøyane in der Prydz Bay und liegt 500 m nordöstlich von Lagerphone Island.
Das Antarctic Names Committee of Australia benannte sie 2021 in Erinnerung an die Tradition des Musizierens und Singens bei Antarktisexpeditionen zur Aufrechterhaltung des Gemeinschaftssinns ihrer Teilnehmer.